# Байрак Григорій
Григо́рій Байра́к (16 жовтня 1896, с. Гадинківці, нині Гусятинський район, Тернопільська область — 28 липня 1983, м. Едмонтон, Канада) — український вчитель, військовик, громадський діяч у Канаді.

## Життєпис
Народився 16 жовтня 1896, с. Гадинківці, нині Гусятинський район, Тернопільська область, Україна.
Закінчив українську гімназію в Тернополі у 1914 році. Воював в УГА (поручник), був поранений, згодом – ув’язнений польською владою в Тухолі. Навчався в Українському таємному університеті та Торговельній академії у Львові.
1923 р. емігрував до Канади. Працював у Вінніпезі при українському часописі і Народному Домі, пізніше у Ванкувері. В Едмонтоні вчителював, був управителем Скандинавської корабельної компанії. Організував Братство св. Миколая. Співзасновник і голова Братства українців-католиків Канади в провінції Альберта, управитель часопису «Українські вісті», провідник «Гетьманської Січі», голова Українського народного дому. Жертводавець на українські та церковні потреби.
Помер у м. Едмонтон.